# Myrmecosepsis taprobane
Myrmecosepsis taprobane är en tvåvingeart som beskrevs av Andersson 1977. Myrmecosepsis taprobane ingår i släktet Myrmecosepsis och familjen fritflugor.
Artens utbredningsområde är Sri Lanka. Inga underarter finns listade i Catalogue of Life.